# اسپیسر (مینه‌سوتا)
اسپیسر، مینه‌سوتا (به انگلیسی: Spicer, Minnesota) یک شهر در ایالات متحده آمریکا است که در شهرستان کندیوهای، مینه‌سوتا واقع شده‌است.

## خصوصیات
اسپیسر ۲٫۹۸ کیلومترمربع مساحت و ۱٬۱۶۷ نفر جمعیت دارد و ۳۵۷ متر بالاتر از سطح دریا واقع شده‌است.